# Мазикин, Валентин Петрович
Валенти́н Петро́вич Мази́кин (17 декабря 1945, Промышленная — 21 января 2022, Кемерово) — российский государственный деятель. Горный инженер. Директор шахты «Комсомолец». Президент волейбольного клуба «Кузбасс». Почётный гражданин Кемеровской области. Первый заместитель губернатора Кемеровской области в 2001—2013 годах. Доктор технических наук.

## Биография
В 1970 году окончил горный факультет Кузбасского политехнического института.
В 1992 году защитил кандидатскую диссертацию (тема «Структура газового баланса и обоснование параметров активной дегазации выработанных пространств выемочных полей для их интенсивной отработки»), в 1997 году — докторскую (тема «Повышение технического уровня и эффективности горных работ на базе рационального управления геомеханическими и газодинамическими процессами в угольных шахтах»). Доктор технических наук.
С января 2001 года — первый заместитель губернатора Кемеровской области.
Исполняющий обязанности губернатора Кемеровской области. 25 января 2001 года Аман Тулеев досрочно подал в отставку с поста губернатора Кемеровской области и исполняющим обязанности губернатора Кемеровской области стал Валентин Мазикин. В досрочных выборах, которые состоялись 22 апреля 2001 года, победил Тулеев и 4 мая вновь вступил в должность губернатора Кемеровской области.
25 ноября 2013 года ушёл в отставку по собственному желанию.
Скончался 21 января 2022 года в Кемерове на 77-м году жизни. Похоронен в г. Кемерово, кладбище Центральное-3.

## Награды
Государственные награды Российской Федерации
- Орден «За заслуги перед Отечеством» IV степени (21 декабря 2005 года) — за большой вклад в социально-экономическое развитие области и многолетнюю добросовестную работу[7].
- Орден Александра Невского (29 декабря 2012 года) — за большой вклад в развитие российского парламентаризма и активную законотворческую деятельность[8].
- Орден Почёта (2 мая 1996 года) — за заслуги перед государством, большой вклад в развитие топливно-энергетического комплекса и многолетний добросовестный труд[9].
- Медаль «За спасение погибавших» (3 ноября 2007 года) — за самоотверженность и высокий профессионализм, проявленные при ликвидации чрезвычайных ситуаций[10].

Конфессиональные награды
- Ордена Святого Даниила Московского II и III степеней[2].
- Патриарший знак покровительницы горняков св. Варвары[2].

Иные награды
- Почётный гражданин Кемеровской области, города Ленинска-Кузнецкого, Промышленновского района[2].
- Герой Кузбасса[2].
- Орден Петра Великого[2].
- Почётный знак имени В. Н. Татищева «За пользу Отечеству»[2].
- Памятный знак «Защитник Отечества»[2].
- Почётный работник угольной промышленности[2].